# 劉敦謹
劉敦謹（?—?），浙江省山陰縣人，清朝政治人物、進士出身。
光緒三十年，會試第271名；殿試登進士二甲73名，后授以主事分部學習，后任刑部主事。